# Schule Wettin

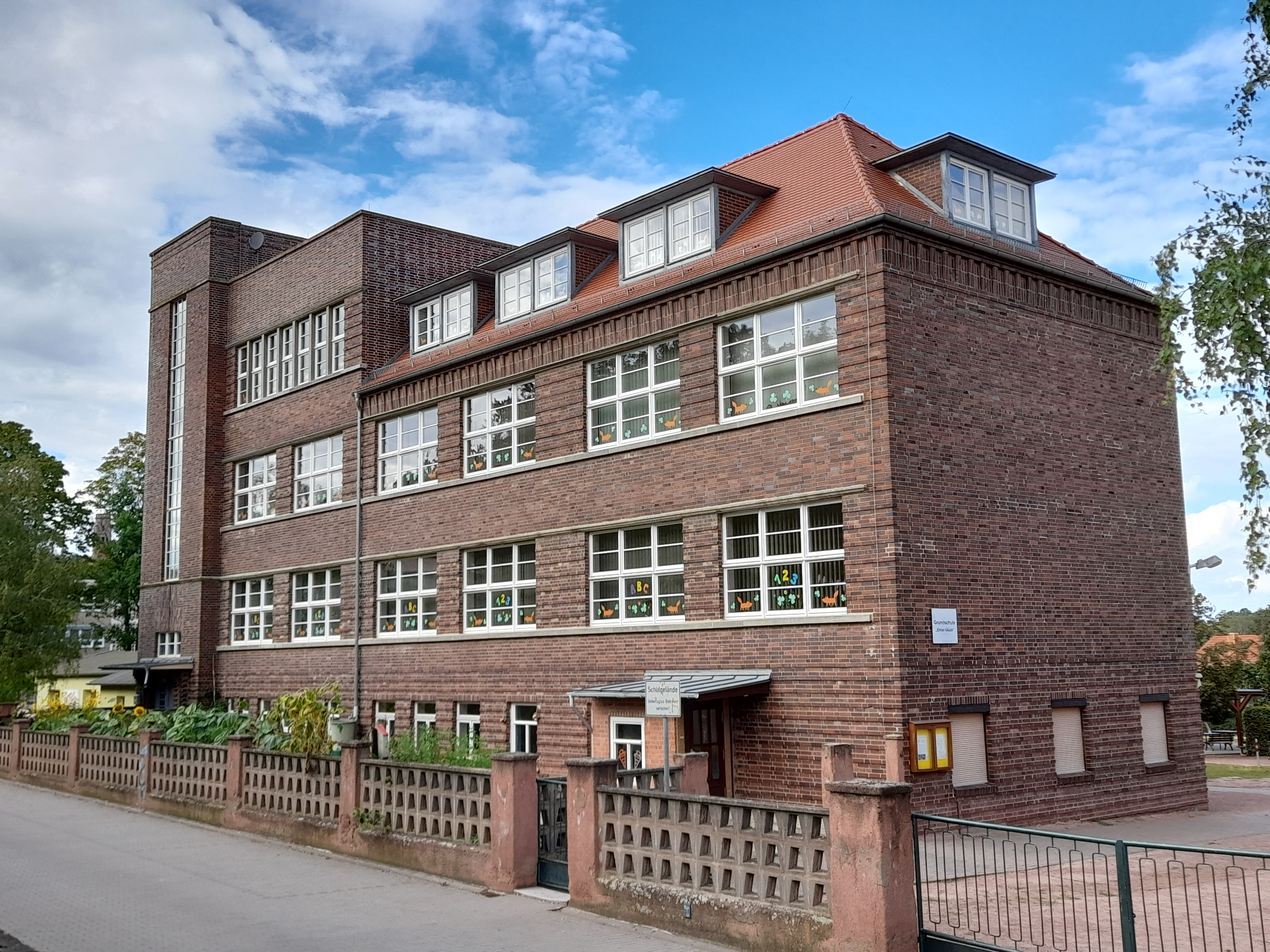
Grundschule Wettin

Die Schule Wettin ist ein denkmalgeschütztes Gebäude im Ortsteil Wettin in der Stadt Wettin-Löbejün in Sachsen-Anhalt. Im örtlichen Denkmalverzeichnis ist das Gebäude unter der Erfassungsnummer 094 55447 als Baudenkmal verzeichnet.
Unter der Adresse Neue Schulstraße 1 in Wettin befindet sich ein Gebäude mit dessen Grundsteinlegung 1930 begonnen wurde. Wegen Geldmangel wurde der Bau erst im Sommer 1931 fertiggestellt. Der Klinkerbau ist das einzige Beispiel für die Architektur des Neuen Bauens in Wettin.
Die steigenden Schülerzahlen bei mehreren kleineren Schulen machten den Neubau notwendig, auch wenn der Schulbetrieb im Gebäude erst am 5. Dezember 1938 aufgenommen wurde. Das Gebäude verfügte damals über sieben Unterrichtsräume und beherbergte 422 Schüler. Am Kriegsende des Zweiten Weltkriegs wurde im Gebäude ein Reservelazarett eingerichtet. Ab Oktober 1945 wurde der Schulbetrieb wiederaufgenommen. 
Auf dem Schulhof wurde eine Baracke mit zwei weiteren Unterrichtsräumen errichtet, um Platz für die 787 Schüler im Schuljahr 1967/68 zu schaffen. Nach der Auflösung der Heimatschulen in der Umgebung von Wettin im Jahr 1977 wurde der Platz für die Schüler erneut zu eng, und daher errichtet man 1979 ein weiteres Schulgebäude mit 15 Unterrichtsräumen. Nach der Fertigstellung des neuen Gebäudes zog die Oberstufe in das neue Gebäude ein, und die Unterstufe blieb im alten Gebäude. Eine Sanierung des Gebäudes fand 2004 statt. Das Gebäude wird heute als Grundschule genutzt.